# 96e régiment d'infanterie de Berar
Le 96e régiment d'infanterie de Berar fut un régiment d'infanterie de l'armée indienne britannique. On peut retracer leurs origines jusqu'en 1797, quand ils ont été élevés au rang de 2e Bataillon de la division d'Aurangabad de l'État princier d'Hyderabad.
Jusqu'en 1853, le régiment faisait partie de l'armée de Nizam d'Hydrabad puis, après la signature d'un traité avec le gouverneur général de l'Inde, le contingent de Nizam fut rebaptisé Contingent d'Hyderabad et devint une partie de l'armée régulière indienne.
Le régiment combattit à la bataille de Mahidpur au cours de la troisième guerre Anglo-Marathe. Il participa ensuite au Siège de Nowah et, plus tard, à la Capture de Nowah. Ils ont ensuite participé à l'annexion de la Birmanie pendant la seconde guerre de Birmanie. Ils ont ensuite pris part à la campagne d'Inde centrale, après la Rébellion Indienne de 1857.
Après la Première Guerre mondiale, le gouvernement indien réforma l'armée, divisant les bataillons uniques en régiments multi-bataillons. En 1922, le 96e d'infanterie de Berar devint le 2e bataillon du 19e régiment d'Hyderabad. Ce régiment fut alloué à l'armée indienne après son indépendance.

## Noms des prédécesseurs
- 1797 : 2e bataillon, division d'Aurangabad
- 2e bataillon, infanterie de Berar
- 1836 : 3e régiment d'infanterie, armée du Nizam
- 1854 : 3e d'infanterie, contingent d'Hyderabad
- 1903 : 96e infanterie de Berar, 1903[3]